# FBRM
 (avril 2021).
La technologie de mesure par réflectance à faisceau focalisé ou FBRM (Focused Beam Reflectance Measurement) est une technique permettant d'analyser la distribution de tailles de particules (en) d'un système en temps réel. Contrairement aux autres sondes existantes utilisées pour la caractérisation de tailles de particules, la sonde FBRM peut être utilisée in situ, sans nécessiter d’échantillonnage. De plus, celle-ci peut être utilisée dans des milieux opaques et à forte densité empêchant l'analyse par images telle que dans l'industrie pétrolière. La sonde peut être utilisée pour étudier la cristallisation, l'émulsion ou encore la polymérisation. Le principal inconvénient de cette technique est qu'elle fournit des longueurs de cordes plutôt que des tailles de particules. En effet, l'idée principale de cette technologie est qu'une longueur de corde peut être calculée à partir du temps que le faisceau passe sur la particule, divisé par la vitesse de déplacement du laser. Le nombre et la distribution de longueurs de cordes obtenues ne suffisent pas pour caractériser la distribution de tailles des particules sans a priori sur la morphologie des particules ou la concentration de particules dans le milieu, mais peuvent tout de même donner une estimation de la distribution des tailles de particules. En effet, pour une particule, une infinité de longueurs de cordes possibles peuvent être mesurées. De plus, une même longueur de cordes peut être mesurée à partir de deux particules de tailles différentes. Ainsi, retrouver la distribution des tailles de particules à partir de la distribution des longueurs de cordes est un problème inverse.

## Fonctionnement
La sonde FBRM émet un faisceau laser focalisé dans le milieu et est soumis à une rotation à vitesse constante. Lorsque le laser rencontre une particule, celui-ci est réfléchi puis capté par un détecteur situé dans la sonde. L'intensité réfléchie au cours du temps est convertie en un signal électrique. Le signal récupéré est analysé pour pouvoir en extraire une distribution de longueurs de cordes. Les longueurs de cordes sont calculées lorsque le signal est au dessus d'un seuil minimal et lorsque les variations d'intensité sont suffisamment importantes pour repérer les bords de la particule. Un tel filtre est évidemment sujet aux paramètres optiques dépendant du milieu, et ne permet pas toujours de mesurer des longueurs de cordes précises,.